# Heyran Khanim
Heyran Khanim est une poétesse azerbaïdjanaise qui a vécu dans la première moitié du XIXe siècle.

## Biographie
Heyran Khanim est née à Nakhchivan dans une famille aristocratique. Elle s'est installée en Iran au début du XIXe siècle et a vécu à Tabriz jusqu'à la fin de sa vie.